# Марсильи, Луиджи Фердинандо
Граф Луиджи Фердинандо де Марсильи (итал. Luigi Ferdinando Marsigli; 10 июля 1658, Болонья — 1 ноября 1730, Болонья) — итальянский военный деятель и учёный-натуралист.
Родился в знатной и уважаемой семье, получив блестящее для тех времён образование, обучаясь математике, анатомии и естественной истории у лучших преподавателей. После завершения обучения и периода проведения научных исследований в своём родном городе он совершил путешествие в Османскую империю, имевшее целью сбор данных о военной организации этой страны, а также о её естественной истории. По возвращении он поступил на службу к императору Леопольду (1682) и, находясь на этой службе, участвовал в сражениях с Османской империей; в одном из боёв он был ранен и захвачен в плен на реке Раба и продан в рабство паше, которого он затем был вынужден сопровождать в ходе осады турками Вены. Он был выкуплен из рабства в 1684 году и впоследствии вернулся на службу к императору в качестве военного инженера. Марсильи принял участие в успешной осаде Буды в 1686 году и в Войне за испанское наследство.
В ходе последней в 1703 году он был назначен первым заместителем графа д'Арко в обороне крепости в Брайзахе. Крепость сдалась герцогу Вандомскому, и д’Арко и Марсильи были преданы военному суду; Арко был приговорён к смерти, а Марсильи — изгнан со службы, хотя он и был оправдан общественным мнением. После этого события он был вынужден отказаться от военной службы и посвятил всю свою дальнейшую жизнь научным исследованиям, в погоне за которыми он совершил множество путешествий по Европе, проводя много времени в Марселе, изучая природу моря. В 1712 году он представил свою коллекцию в родном городе, где она образовала ядро Болонского института науки и искусства. Он умер в Болонье 1 ноября 1730 года. Марсильи был членом Лондонского Королевского общества и Парижской Академии наук.
В 1723 году секретарём Марсильи работал Франческо Мария Дзанотти.